# Mihovil Nakić
Mihovil Nakić-Vojnović (Drniš, 31. srpnja 1955.) je hrvatski košarkaš, bivši jugoslavenski reprezentativac. Poznat je pod nadimkom "Nik".

## Osnovni podatci
Studirao je na Ekonomskom fakultetu u Zagrebu, gdje je i diplomirao 1981.
Po završetku karijere je bio tajnikom Hrvatskog košarkaškog saveza od 1991. do 1996. Poslije toga obnaša dužnost športskog direktora u "Ciboni".
Od 1997. je športskim veleposlanikom Republike Hrvatske pri Vijeću Europe.

## Igračka karijera
Igrao je na položaju krila. Igrao je '70-ih i '80-ih. Bio je prepoznatljiv po svojoj frizuri.

### Klupska karijera
Karijeru je počeo u "Mladosti", a nastavio od 1973. u Industromontaži" (Montingu). Uskoro je prešao u "Cibonu" za koju je igrao do ljeta 1987. U Italiji je igrao za Fantoni iz Udina sezoni 1987/88.
Kao igrač, bio je poznat što je bio jedan od onih kojem se moglo baciti loptu kad je zbilja trebalo pogoditi.
Bio je strijelcem odlučujućeg pogotka koji je "Ciboni" donio naslov državnog prvaka u doigravanju 1983/84. u utakmici protiv "Crvene zvezde".

### Reprezentativna karijera
Za reprezentaciju je odigrao 94 utakmice.
U jednom svom nastupu protiv SSSR-a, bio je jedini "raspoloženi" igrač Jugoslavije, koji je držao priključak (Jugoslavija je gubila desetak koševa razlike), i štoviše, rezultat je približavao izjednačenju.

Sovjeti su tada uveli onda nebitnog i ne toliko poznatog Aleksandra Volkova, koji je "slučajno" u jednoj akciji zatrčao u stranu s vodoravnim rukama savijenim u laktu. Nakiću je zadao udarac u vilicu, izbivši mu zub. Nakić je bio onesposobljen za daljnji nastup i morao je izaći s terena, ne mogavši nastupiti dalje u toj utakmici (koju je SSSR dobio).

## Uspjesi
- prvenstvo Jugoslavije: 1981/82., 1983/84., 1984/85.
- kup Jugoslavije: 1979/80., 1980/81., 1981/82., 1982/83., 1984/85., 1985/86.

- Kup kupova 1981/82., 1986/87.
- Kup prvaka 1984/85., 1985/86.

- zlato na EP 1974. (juniori)
- bronca na EP 1979.
- srebro na MI 1979.
- zlato na OI 1980.
- zlato na MI 1983.
- bronca na OI 1984.

## Nagrade i priznanja
- odličje Reda Danice hrvatske s likom dr-a Franje Bučara, za rad u športu